# Чезинали
Чезина̀ли (на италиански: Cesinali; на неаполитански: Gisinali, Джизинали) е малко градче и община в Южна Италия, провинция Авелино, регион Кампания. Разположено е на 380 m надморска височина. Населението на общината е 2515 души (към 2010 г.).